# Monumento a Jovellanos (Gijón)
El Monumento a Jovellanos o escultura de Jovellanos es una escultura de Gaspar Melchor de Jovellanos elaborada por el artista barcelonés Manuel Fuxá. Se ubica en la plaza del Seis de Agosto, Gijón, Asturias (España).

## Ubicación
Se encuentra en la zona central-sur de la plaza del Seis de Agosto, junto a la Casa de Correos, el Mercado del Sur y mirando a la calle Corrida.

## Historia

### Contexto
La plaza del Seis de Agosto había tenido hasta 1886 un arco monumental. Tras su demolición, la plaza era un solar por lo que el Ayuntamiento decide dedicare una estatua a Jovellanos, artífice del arco monumental y que había regresado a Gijón por esa plaza el día 6 de agosto de 1811.

### Desarrollo
La escultura fue sacada a concurso de la Real Academia de Bellas Artes de San Fernando en 1888, eligiéndose al escultor barcelonés Manuel Fuxá Leal (1850-1927). La escultura se talló en bronce en los Talleres de Masriera. Fue inaugurada el 6 de agosto de 1891. Ese mismo año se haría el monumento a Pelayo.

## Descripción
La escultura descansa sobre un pedestal rectangular de mármol blanco, en cuyos cuatro laterales hay, con letras superpuestas de bronce, referencias a Baltasar Melchor Gaspar María de Jove Llanos y Ramírez.

### Inscripciones
La escultura cuenta con dos placas de mármol en su pedestal resultantes de homenajes posteriores a Jovellanos:

La Sociedad Jovellanos de los alumnos del centro asturiano de La Habana, dedica este sencillo recuerdo al insigne mentor D. Gaspar Melchor de Jovellanos, cuyo glorioso nombre le cobija. Agosto 1925

El Ayuntamiento de Gijón y la Comisión Conmemorativa a Jovellanos en el 250 aniversario de su nacimiento y bicentenario de la creación del Instituto Asturiano de Náutica y Mineralogía. 6 de agosto de 1994.